# Bocholt-West
Bocholt-West ist ein innerstädtischer Bezirk im Westen der Stadt Bocholt im Kreis Borken. Andere Namen für den Stadtbezirk sind Feldmark oder auch Feldmark-West.

## Lage
Begrenzt wird das Gebiet im Norden durch die Werther Straße, im Osten durch den Autobahnzubringer L602, im Süden durch das Naherholungsgebiet Mosse und im Westen durch den Stadtteil Lowick.

## Bebauung
Ein Großteil des Areals in Bocholt-West bestand bis vor ein paar Jahren nur aus Äckern und Wiesen. Die alte Siedlung liegt nahe dem Zubringer zur Bundesautobahn 3. Gerade im neu geschaffenen Zentrum entstanden Reihenhäuser mit bis zu vier Etagen und teilweise im Erdgeschoss liegenden Verkaufsräumen.

## Verkehrsanbindung
Durch die Stadtbuslinie C5 sowie die Regionallinie 61 zwischen Rees und Bocholt ist die Innenstadt Bocholts in einer Viertelstunde zu erreichen.

## Freizeit
Es existieren zwei Sportvereine: der SC 26 Bocholt und der TuB Bocholt. Ersterer wurde zum Jahresbeginn 2022 im Rahmen einer geplanten Fusion mit dem TuB Mussum aus dem Vereinsregister gelöscht und besteht nicht mehr weiter. Letzterer gehört mit über 5000 Mitgliedern zu den größten Vereinen in Nordrhein-Westfalen. Das Tenniszentrum Süd-West bietet auch bei schlechtem Wetter die Möglichkeit, Tennis zu spielen. Als Naherholungs- sowie Naturschutzgebiet dient darüber hinaus die 3-Seenplatte Mosse.

## Schulen
In Bocholt-West gibt es eine Grundschule, die Annette-von-Droste-Hülshoff-Schule sowie drei Kindergärten.
Koordinaten: 51° 50′ N, 6° 35′ O